# Pacific Tri-Nations 2004
Das Pacific Tri-Nations 2004 war die 21. Ausgabe des Rugby-Union-Turniers Pacific Tri-Nations. Dabei spielten die Nationalmannschaften von Fidschi, Samoa und Tonga um den Titel des Ozeanien-Meisters. Nach drei Spielen, in denen die drei Teilnehmer jeweils einmal gegen die beiden anderen Teams antraten, sicherte sich Fidschi zum elften Mal den Titel.

## Tabelle
|    | Land    | Spiele | Siege | Unent. | Ndlg. | Spiel- punkte | Diff. | Bonus- punkte | Tabellen- punkte |
| -- | ------- | ------ | ----- | ------ | ----- | ------------- | ----- | ------------- | ---------------- |
| 1. | Fidschi | 2      | 2     | 0      | 0     | 56:29         | + 27  | 1             | 9                |
| 2. | Samoa   | 2      | 1     | 0      | 1     | 27:43         | − 16  | 0             | 4                |
| 3. | Tonga   | 2      | 0     | 0      | 2     | 40:51         | − 11  | 1             | 1                |

Anmerkung: Bonuspunkte gab es bei vier oder mehr erzielten Versuchen in einem Spiel sowie bei einer Niederlage mit sieben oder weniger Punkten Unterschied.

## Ergebnisse
| 29. Mai 2004 | Samoa          | 24 : 18 | Tonga | Apia Park, Apia Schiedsrichter: Steve Walsh (Australien) |
| 29. Mai 2004 | (12:8) Bericht |         |       | Apia Park, Apia Schiedsrichter: Steve Walsh (Australien) |

| 5. Juni 2004 | Tonga                                                              | 26 : 27         | Fidschi                                                                  | Teufaiva Sport Stadium, Nukuʻalofa Zuschauer: 6.000 Schiedsrichter: Lyndon Bray (Neuseeland) |
| 5. Juni 2004 | Versuche: Faʻaoso Matangi Tulia Vaʻenuku Erhöhungen: ʻApikotoa (3) | (21:10) Bericht | Versuche: Bobo Tuilevu Vulakoro Erhöhungen: Bai (3) Straftritte: Bai (2) | Teufaiva Sport Stadium, Nukuʻalofa Zuschauer: 6.000 Schiedsrichter: Lyndon Bray (Neuseeland) |

| 12. Juni 2004 | Fidschi                                                                             | 29 : 3         | Samoa             | National Stadium, Suva Zuschauer: 10.000 Schiedsrichter: Tappe Henning (Südafrika) |
| 12. Juni 2004 | Versuche: Koyamaibole Leawere Ligairi Nadridri Erhöhungen: Bai (3) Straftritte: Bai | (14:3) Bericht | Straftritte: Vili | National Stadium, Suva Zuschauer: 10.000 Schiedsrichter: Tappe Henning (Südafrika) |